# Liste der Monuments historiques in Montrouge
Die Liste der Monuments historiques in Montrouge führt die Monuments historiques in der französischen Gemeinde Montrouge auf.

## Liste der Bauwerke
| Bezeichnung                    | Beschreibung | Standort                       | Kennzeichnung | Schutzstatus | Datum | Bild           |
| ------------------------------ | ------------ | ------------------------------ | ------------- | ------------ | ----- | -------------- |
| Kirche Saint-Jacques-le-Majeur |              | 39–43, rue Gabriel-Péri (Lage) | PA92000015    | Inscrit      | 2006  | weitere Bilder |